# Хохлатая совка
Хохлатая совка (лат. Megascops sanctaecatarinae) — вид птиц рода Megascops семейства совиных. Подвидов не выделяют. Длина хохлатой совки — от 25 до 28 см. Масса самцов — от 155 до 194 г, самок — от 174 до 211 г. Вид описан в трех цветовых морфах. Хохлатая совка обитает в юго-восточных штатах Бразилии Парана, Санта-Катарина и Риу-Гранди-ду-Сул, в провинции Мисьонес на северо-востоке Аргентины и в северном Уругвае. Населяет разнообразные открытые и полуоткрытые ландшафты. Например, редкие леса, пастбища с деревьями, опушки (но не внутреннюю часть) густого леса и лесные участки возле деревень. Встречается в основном на высоте от 300 до 1000 м. Хохлатая совка ведет преимущественно ночной образ жизни. В рацион входят членистоногие и мелкие позвоночные.